# HD 45320
HD 45320，又名BD-01 1242，SAO 133260、HR 2324，是一颗恒星，视星等为5.87，位于銀經211.45，銀緯-6.2，其B1900.0坐标为赤經6h 21m 35.7s，赤緯-1° -6.2′ 53″。